# Рыклин, Михаил Кузьмич
Михаи́л Кузьми́ч Ры́клин (род. 6 января 1948, Ленинград) — советский и российский философ, культуролог и переводчик, специалист в области философской антропологии и европейской философии. Кандидат философских наук. Приглашённый профессор ряда университетов. Член нескольких научных сообществ.

## Биография
Родился 6 января 1948 года в Ленинграде.
В 1971 году окончил философский факультет МГУ имени М. В. Ломоносова.
В 1977 году окончил аспирантуру Института философии АН СССР.
В 1978 году защитил диссертацию на соискание учёной степени кандидата философских наук по теме «Генезис противопоставления природы и культуры в работах Клода Леви-Стросса. (Критика неоруссоизма в структурной антропологии)».
Работал младшим научным сотрудником в Институте философии АН СССР, затем — в ИНИОН АН СССР.
С 1984 года — старший научный сотрудник Института философии АН СССР.
В 1987 году — приглашённый преподаватель в Тартуском университете.
В 1991 году читал лекции в Доме наук о человеке.
В 1991 —1992 годах — старший преподаватель Высшей школы социальных наук (Париж).
В 1992 году — приглашённый профессор в Страсбургском университете.
В 1992—1993 годах — приглашённый профессор в Корнеллском университете.
В 1993 году — приглашённый профессор Калифорнийского университета в Сан-Диего.
В 1994 году — приглашённый профессор РГГУ.
С 1994 года — член Нью-Йоркской Академии Наук
С 1995 года — культурный корреспондент берлинского журнала «Lettre International».
С 1997 года — ведущий научный сотрудник факультета философской антропологии Института философии РАН.
В 1998 году — приглашённый профессор Бременского университета.
С 2000 года — член Общества Вальтера Беньямина.
В 2002 году — приглашённый профессор Бристольского университета.
С 2005 года — член Общества Хайнера Мюллера.

## Семья
- отец – Кузьма Рыклин
- мать – Сталина Сергеевна Чаплина. Отец матери сотрудник НКВД Сергей Чаплин (1905-1941/1942), репрессирован, погиб в сталинских концлагерях.
- жена – поэтесса и художница Анна Альчук, трагически погибла в Берлине в марте 2008 года, женаты с 1975 года.

## Научная деятельность
М. К. Рыклиным разработаны вопросы речевой культуры, коллективной телесности, деконструктивной и шизоаналитической парадигмы в российской и европейской философии. Изучая вопросы о том, какие следствия можно извлечь из «ножниц Бахтина» (резкого разведения высказывания и предложения, лингвистических и языковых фактов) в русской философской культуре, а также о том, что такое сознание, субъект с точки зрения этих неметафизических концепций, Рыклин пришёл, что сознание здесь оказывается в полной зависимости от «знакового идеологического содержания», вне которого остается лишь «голый физиологический акт» (М. М. Бахтин). Исследуя отношение панречевых концепций в местной традиции к метафизике, М. К. Рыклин пришёл к выводу, что они отрицают метафизику в её основаниях: субъект, автор высказывания в философских диалогах Бахтина, умирает в то же самое мгновение, где рождается субъект рефлексивной философии, фундирующий культуру ещё до языка. М. К. Рыклин из этих соображений вывел следующее: подчинённость визуального измерения речевому в отечественной традиции, а также невозможность прямого диалога с европейским трансцендентализмом и с его современным критиками (в лице деконструкции и пр.).

## Переводческая и редакционная деятельность
М. К. Рыклин перевёл на русский язык «Золотую ветвь» Джеймса Джорджа Фрэзэра (М., 1980, 1983, 1986), а также «Структурная антропология» (М., 1980) Клода Леви-Стросса и сокращённый перевод «Анти-Эдипа» Жиля Делёза и Феликса Гваттари (М., 1990). Составитель, автор предисловия и комментариев к книге «Маркиз де Сад и XX век» (М., 1992).
Редактор и один из авторов книги «Современная структуралистская идеология» (М., 1984).
В 2006 году в переводе на немецкий язык вышла его книга Mit dem Recht des Stärkeren. Russische Kultur in Zeiten der «gelenkten Demokratie». Эта книга получила награду Leipziger Buchpreis zur Europäischen Verständigung.

## Награды
- Почётный доктор Берлинского центра литературоведческих исследований (2006).
- Лейпцигская книжная премия за вклад в европейское взаимопонимание (2007).

## Научные труды

### Монографии
- Рыклин М. К. Террорологики. — Тарту: Эйдос, 1992.
- Рыклин М. К. Жак Деррида в Москве. — М.: Ад Маргинем, 1993 (частичный перевод на французский — 1995).
- Рыклин М. К. Искусство как препятствие. — М.: Ад Маргинем, 1997.
- Рыклин М. К. Деконструкция и деструкция. — М.: Логос, 2002 (перевод на немецкий — 2006, готовится перевод на корейский язык).
- Рыклин М. К. Пространства ликования. Тоталитаризм и различие. — М.: Логос, 2002 //нем. издание: Räume des Jubels: Totalitärismus und Differenz. — Fr.-Main: Suhrkamp, 2003.// готовятся итальянский и испанский переводы).
- Рыклин М. К. Немая граница, на немецком языке. — Диафан: Берлин, 2003.
- Рыклин М. К. Время диагноза. — М.: Логос, 2003 (перевод на сербский — 2006).
- Рыклин М. К. Свастика, крест, звезда. — М.: Логос, 2006 (перевод на немецкий — 2006).
- Рыклин М. К. Свобода и запрет. Культура в эпоху террора. — М., 2008.
- Рыклин М. К. Коммунизм как религия. Интеллектуалы и Октябрьская революция. — М.: Новое литературное обозрение, 2009. — 136 с.

### Статьи
на русском языке
- Рыклин М. К. Власть знаков: опыт политической семиологии // Критический анализ методов исследования в современной буржуазной философии. — М., 1986;
- Рыклин М. К. Власть и политика литературы // Власть: очерки современной политической философии Запада. — М., 1989;
- Рыклин М. К. На путях к шизоанализу культуры: литературные стратегии маргинализма // Философия и современные философско-исторические концепции. — М., 1990;
- Рыклин М. К. Две Москвы. «Московский дневник» 70 лет спустя // Беньямин В. Московский дневник / Пер. с нем. и прим. С. Ромашко; общ. ред. и послесл. М. Рыклина; предисл. Г. Шолема. — М.: Ad Marginem, 1997. — 224 с. — (Философия по краям). — ISBN 5-88059-029-1;
- Рыклин М. К. Предисловие. // Беньямин В. Франц Кафка. — М.: Ad Marginem, 2000;
- Рыклин М. К. Предисловие. В кн.: Переписка К. Ясперса и М. Хайдеггера. — М.: Ad Marginem, 2000;
- Рыклин М. К. Философия во множественном числе // VOX. — № 1. — 2006;
- Рыклин М. К. Дар Мераба // Мераб Мамардашвили. «Быть философом — это судьба». — М.: Прогресс-Традиция, 2011;
- Рыклин М. К. «Оборваны корни…» Поэзия в жизни Анны Альчук // Анна Альчук. Собрание стихотворений. М.: НЛО, 2011;
- Рыклин М. К. Евреи, это кто? // Новое литературное обозрение. — 2012. — № 114;
- Рыклин М. К. Апроприация апроприаторов («Чайка» Игоря Макаревича) // сборник The Chekhov Project. Oslo, Oivind Johansen, 2013 (Проект художников И. Макаревича, Ю. Ващенко и О. Васильева при участии Э. Булатова, В. Некрасова, Б. Гройса, М. и В. Тупицыных, Э. Люси-Смита, А Боровского, О. Туркиной);
- Рыклин М. К. Суггестия слов («Чайка» Игоря Макаревича 20 лет спустя) // сборник The Chekhov Ptoject. Oslo, Oivind Johansen, 2013 (Проект художников И. Макаревича, Ю. Ващенко и О. Васильева при участии Э. Булатова, В. Некрасова, Б Гройса, М. и В. Тупицыных, Э. Люси-Смита, А Боровского, О. Туркиной);
- Рыклин М. К. Непреодоленная история (на русском и немецком языках) // XV Potsdamer Begegnungen. Die Zukunftswirkung der Vergangenheit, Berlin, Deutsch-Russisches Forum, 2013.

на других языках
- Ryklin M. K. Das Wunder des Verpfeifens // Le monde diplomatique. 2013, n. 3;
- Ryklin M. K. Russische Exzesse. Metarmorphosen des Luxus — Von den Zaren zu den Oligarchen // Lettre International, N. 100, Früjahr 2013;
- Ryklin M. K. Nicht Erkaltende // Lettre International, N101, Sommer 2013;
- Ryklin M. K. Being there. Über das Dort-Gewesen-Sein // Weltraum. Die Kunst und ein Traum. Space. About a Dream, Wien, Kunsthalle, 2011, SS. 97—103 (каталог выставки на немецком и английском языке);
- Ryklin M. K. Russlands Neue Adel // Lettre International, 92, Frühjahr 2011;
- Ryklin M. K. Sieg, Gott und Stalin // Lettre International, 93, Sommer 2011;
- Ryklin M. K. Russlands trübe Aussichten // Lettre International, 94, Herbst 2011.

## Публицистика
- Рыклин М. К. Запретный город (начало) // Литературно-философский журнал Топос. — 24.05.2005. Архивировано 11 февраля 2014 года.
- Рыклин М. К. Запретный город (окончание) // Литературно-философский журнал Топос. — 25.05.2005. Архивировано 11 февраля 2014 года.
- Рыклин М. К. Топос утопии. Коммунизм как религия // Литературно-философский журнал Топос. — 02.06.2005. Архивировано 11 февраля 2014 года.
- Рыклин М. К. Речь немцев // Литературно-философский журнал Топос. — 03.06.2005. Архивировано 11 февраля 2014 года.
- Рыклин М. К. Метродискурс (начало) // Литературно-философский журнал Топос. — 13.07.2005. Архивировано 11 февраля 2014 года.
- Рыклин М. К. Метродискурс (окончание) // Литературно-философский журнал Топос. — 14.07.2005. Архивировано 11 февраля 2014 года.
- Рыклин М. К. Метаморфозы великих гномов (начало) // Литературно-философский журнал Топос. — 12.09.2005. Архивировано 11 февраля 2014 года.
- Рыклин М. К. Метаморфозы великих гномов (окончание) // Литературно-философский журнал Топос. — 13.09.2005. Архивировано 11 февраля 2014 года.
- Рыклин М. К. «Дорогая моя столица» // Литературно-философский журнал Топос. — 27.09.2005. Архивировано 11 февраля 2014 года.
- Рыклин М. К. СССР – Родина моих снов (начало) // Литературно-философский журнал Топос. — 05.10.2005. Архивировано 11 февраля 2014 года.
- Рыклин М. К. СССР – Родина моих снов (окончание) // Литературно-философский журнал Топос. — 06.10.2005. Архивировано 11 февраля 2014 года.
- Рыклин М. К. «Лучший в мире» (начало) // Литературно-философский журнал Топос. — 24.10.2005. Архивировано 11 февраля 2014 года.
- Рыклин М. К. «Лучший в мире» (окончание) // Литературно-философский журнал Топос. — 24.10.2005. Архивировано 11 февраля 2014 года.
- Рыклин М. К. Место утопии // Литературно-философский журнал Топос. — 16.11.2005. Архивировано 11 февраля 2014 года.
- Рыклин М. К. Гегель в пространствах ликования // Литературно-философский журнал Топос. — 21.11.2005. Архивировано 11 февраля 2014 года.
- Рыклин М. К. От ликования к галлюцинации: постсоветские коллективные тела // Литературно-философский журнал Топос. — 11.05.2006. Архивировано 11 февраля 2014 года.

## Интервью
- Альчук А. Михаил Рыклин: Страна превратилась в желудок // Взгляд.ру. — 24.07.2006. Архивировано 11 февраля 2014 года.
- Постмодернизм придуман журналистами // Независимая газета. — 31.05.2007. Архивировано 11 февраля 2014 года.
- Кооператив «Живое слово». 120 дней Содома. Вместо послесловия. 1992 год.